# Хаммонд, Мэттью Браун
 Мэттью Браун Хаммонд (англ. Matthew Brown Hammond; 13 июня 1868, Саут-Бенд, штат Индиана, США — 28 сентября 1933, Колумбус, штат Огайо, США) — американский экономист, профессор экономики и глава факультета в 1921-1928 годах Университета штата Огайо, президент Американской экономической ассоциации в 1930 году.

## Биография
Мэттью родился 13 июня 1867 году в Саут-Бенде, штат Индиана в семье Сэт (род. 05.01.1836) и Сары (Лонгли) Хаммонд (род. 21.11.1842).
В 1891 году получил степень бакалавра философии в Мичиганском университете, в 1893 году степень магистра права в Висконсинском университете, затем обучение продолжил в 1893—1894 годах в Тюбингенском университете, а в 1894 году в Берлинском университете, в 1898 году получил степень доктора философии в Колумбийском университете.
В 1891—1892 годах директор в средней школе Версаля, штат Миссури, в 1896—1897 годах ассистент профессора экономики в Миссурийском университете, в 1897—1904 годах преподаватель и ассистент профессора экономики в Иллинойсском университете, в 1904—1908 годах ассистент профессора и ассоциированный профессор экономики, с 1908 году профессор в университете штата Огайо, в 1921 году профессор экономики в Чикагском университете, а в 1922 году профессор в Колумбийском университете. В 1921—1928 годах глава факультета и профессор в Университете штата Огайо.
В 1913—1915 годах член промышленных коммуникаций Огайо, с 1913 года член и секретарь комиссии Огайо угольной промышленности, в 1917—1919 годах член комитета здравоохранения и пенсионного страхования штата Огайо.
Мэттью умер 28 сентября 1933 года в Колумбусе, штат Огайо.
Семья
Хаммонд женился 2 июля 1902 года на Сани Батлер Денхам и у них родились Марджори Хаммонд и Сет Хэммонд.